# Wilhelm Riemschneider (Philologe)

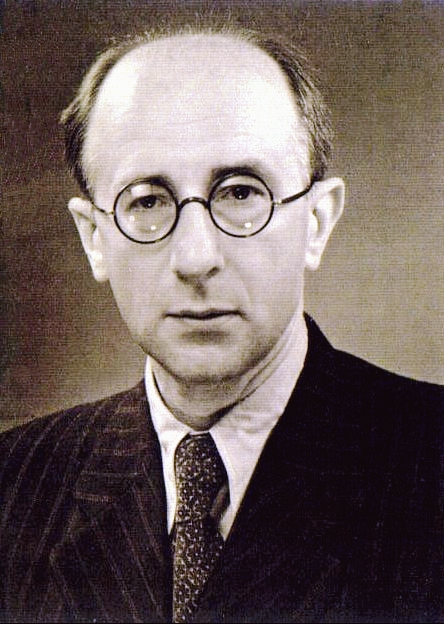
Wilhelm Riemschneider

Wilhelm Riemschneider (* 26. Januar 1896 in Rutzau, Lettland; † 10. Dezember 1942 in Berlin) war ein deutscher Klassischer Philologe.

## Leben
Wilhelm Riemschneider, der Sohn des Arztes Johannes Riemschneider, besuchte von 1909 bis 1913 das Waltersche deutsche Privatgymnasium in Dorpat und legte im Mai 1914 die Reifeprüfung am Gymnasium des Historisch-Philologischen Instituts zu St. Petersburg ab. Er studierte während des Ersten Weltkriegs an der Kaiserlichen Universität Dorpat. Bei der Besetzung Lettlands durch die deutsche Armee im Frühjahr 1918 meldete er sich als deutscher Patriot freiwillig zum Kriegsdienst. Er wurde im Herbst eingestellt, kam jedoch nicht mehr ins Feld. Von Juli 1919 bis Januar 1920 diente er bei der deutschen Reichswehr und erwarb anschließend die deutsche Staatsbürgerschaft.
Im Wintersemester 1919/1920 begann Riemschneider an der Friedrich-Wilhelms-Universität sein Studium der Klassischen Philologie, Slawistik und Theaterwissenschaft. Zu seinen akademischen Lehrern gehörten Hermann Diels, Ulrich von Wilamowitz-Moellendorff, Karl Deichgräber, Wilhelm Schulze, Ferdinand Noack, Otto Regenbogen, Werner Jaeger und Ludwig Deubner.
Riemschneider gehörte zwei Semester lang dem philologischen Seminar als Mitglied an, im zweiten Semester als Senior. Wegen einer schweren Erkrankung musste er sein Studium abbrechen und war jahrelang nicht zur Fortsetzung fähig. Durch die Förderung von Ludwig Deubner und Johannes Stroux gelang ihm 1940 die Promotion, nachdem die mündliche Prüfung bereits 1938 stattgefunden hatte.
Seine Dissertation Die Einheit der euripideischen Phönissen erschien 1940 in überarbeiteter Fassung unter dem Titel Held und Staat in Euripides’ Phoenissen (Würzburg: Triltsch). Riemschneider beschäftigte sich darin mit dem Problem der Komposition der Phoenissen, deren disparate Erscheinung die Philologen entweder zu einer Trennung in Einzelepisoden oder zu abschätzigen Urteilen über die poetische Technik des Dichters führte. Riemschneider trat für die Einheit des Stückes ein und sah im Schutz der Polis das Hauptmotiv des Stückes. Diese Sichtweise wurde von Albin Lesky zurückgewiesen.
Am 10. Dezember 1942 starb Riemschneider nach kurzer Krankheit. Er war zuletzt Mitarbeiter des Corpus Inscriptionum Latinarum an der Preußischen Akademie der Wissenschaften gewesen, für die er die Indizes zu den Bänden VIII und XIII erstellt hatte.
Neben seiner vielbeachteten Dissertation (Rezensionen erschienen in den Zeitschriften Classical Philology, 1943 und Gnomon, 1944) verfasste Riemschneider Aufsätze für die Zeitschriften Janus und Hermes sowie Artikel für Paulys Realencyclopädie der classischen Altertumswissenschaft.